# Nicolae Ghineraru
Nicolae Ghineraru (n. 14 decembrie 1888, Dridu, România – d. 23 februarie 1969, București, România) a fost un general român care a luptat în cele două războaie mondiale. 

## Biografie
A absolvit Școala militară de artilerie și geniu; a participat la toate campaniile din războiul de reîntregire națională, la terminarea acestuia având gradul de maior. Nicolae Ghineraru a devenit general în preajma celui de-al doilea război mondial, a luat parte la campania din Basarabia din vara lui 1941, în calitate de comandant al Brigăzii 1 fortificații. În toamna anului 1941, după ocuparea Odessei, a devenit comandant al Diviziei 10 infanterie, ce asigura paza acestui important punct strategic. Un alt moment însemnat al carierei sale militare s-a consumat în toamna/iarna anului 1942/1943. Comandant al Grupului mobil de etape nr. 1, prin repetate memorii, unele adresate chiar mareșalului Antonescu, el a sesizat lacunele aprovizionării și dotării trupelor române și tratamentul discriminatoriu la care erau supuse de comandamentele germane. Această poziție a făcut ca generalul Nicolae Ghineraru să fie trecut în rezervă înainte de termen, fiindu-i încredințată apoi funcția de prefect al județului Botoșani, funcție pe care a deținut-o până în primăvara anului 1944, când județul avea să fie ocupat de trupele sovietice.

## Funcții deținute
- Comandant de secție în Regimentul 2 Artilerie
- 1910 - 1918 - Comandant de baterie în Regimentul 22 Artilerie “Mihai Bravul” ()
- 1918 - 1927 - Funcții în Direcția 8/Ministerul de Război ()
- 1927 - 1932 - Regimentul 4 Artilerie Roman ()
- 1933 - Direcția Artilerie/Ministerul de Război ()
- 1933 - 1935 - Comandant al Regimentului 29 Artilerie Bălți ()
- Comandant al Regimentului 8 Artilerie Roman
- 1935 - 1939 - prefect al județului Neamț,
- 1939 - 1941 - comandant al Brigăzii 20 Artilerie Târgu Mureș ()
- 1940 - 1941 - Comandantul Brigăzii I Fortificații
- Comandantul Diviziei 10 Infanterie,
- 23 octombrie 1941 - 23 noiembrie 1941 - Comandant al Comandamentului Militar al Odessei ()
- 1941 - 1942 - Comandant al Diviziei 2 Infanterie ()
- 1942 - 1943 - Comandant al Grupului Mobil de Etape nr. 1 ().
- 1943 - 1944)Prefect al județului Botoșani.
- Trecut în rezervă la data de 25 octombrie 1942.

Arestat la 31 octombrie 1944, inclus în lotul criminalilor de război, datorită episodului Odessa, supus unui proces politic dinainte regizat (fiind judecat în baza unui dosar cu probe și mărturii false - acuzat de crime de război și de susținerea intereselor Germaniei în detrimentul celor naționale), maltratat și umilit, cu familia hărțuită și un fiu, tânăr ofițer și el, trimis în lagăr, generalul Ghineraru a fost condamnat de Tribunalul Poporului la 20 ani muncă silnică. La recurs (20 august 1945) Curtea de Casație și Justiție a respins dovezile evidente care îl disculpau. Detenția a ispășit-o la penitenciarele Malmaison, Uranus, Văcărești, Dumbrăveni, Aiud (1946 - 1954), Craiova și Gherla. A fost eliberat înainte de termen, la 12 septembrie 1956, în baza Decretului 72 din 1950, pe motiv că: "elementul a fost reeducat complet și a devenit apt pentru conviețuirea socială". În biletul de eliberare nr. 7.915/12 septembrie 1956, se menționau pe lângă semnalmentele obișnuite și: "răni la ambele picioare". Pedeapsa de 10 ani de degradare civilă nu i-a fost ridicată. După mai bine de 11 ani petrecuți în gulagul românesc, bătrân și bolnav, generalul și-a trăit ultimii ani ai vieții într-un subsol plin de igrasie, casa ce aparținea soției sale - fiica generalului Praporgescu - fiind naționalizată. Neavând drept la pensie, a fost nevoit să presteze diverse munci necalificate. În perioada 1959-1967 a lucrat în cadrul Cooperativei “Munca la domiciliu”, confecționând pungi de plastic la domiciliu. S-a stins din viață la 23 februarie 1969, la București.
Fiul generalului Ghineraru Nicolae, Ghineraru N. Florin sublocotenent, Șeful sectorului de jandarmi în județul Balta - Transnistria a fost și el arestat în aprilie 1945 și condamnat la muncă silnică pe viață. Detenția a executat-o la penitenciarele Jilava, Aiud și Baia Sprie (în minele de plumb).

## Medalii și decorații
- “Steaua României”, clasa a III-a.